# Château de Paulmy
Le château de Paulmy est situé à Paulmy (France). 

## Situation
Le château de Paulmy est situé sur la commune de Paulmy, dans le département d'Indre-et-Loire, en région Centre-Val de Loire.

## Description
Le château de Paulmy est bâti en double plan carré. Au XVIIe siècle, Louis de Noyer puis Jacques de Voyer engagent deux campagnes de construction : on élève d'abord un ensemble comprenant un bâtiment semblant être une orangerie et deux pigeonniers-murs qui bordent une avant-cour flanquée de deux pavillons et on modifie ensuite le plan de reconstruction du château en adoptant un plan en U entouré de douves.[réf. souhaitée]

## Historique
Etienne Voyer, cité dans une charte de 1244, est le premier seigneur de Paulmy connu. Le château aurait été détruit en 1412 par les Anglais et un nouveau château est construit en 1441 par Pierre de Voyer.
Le château est recensé à l'inventaire général du patrimoine culturel en 1987.